# Stazione di Squillace
La stazione di Squillace è stata una stazione ferroviaria posta al km 300+968 della ferrovia Jonica. È collocata nel quartiere marino della città di Squillace su viale dei Feaci. Precede, in direzione Taranto, la Stazione di Catanzaro Lido, da cui dista meno di sei km.

## Storia
La stazione entrò in funzione il 20 maggio 1875 con l'attivazione della tratta ferroviaria Catanzaro Marina-Monasterace di Stilo. Fu costruita i prossimità della costa a servizio della cittadina di Squillace. Il sito prese il nome di Squillace Scalo.
Dopo 139 anni di servizio, la stazione fu dismessa nel 2014 insieme alle stazioni di Ardore, Capo Spartivento, Isola Capo Rizzuto, Roseto Capo Spulico.
Il 30 luglio 1927, in occasione del transito alla stazione di un treno su cui viaggiava l'allora re d'Italia Vittorio Emanuele III, alle autorità squillacesi si unirono per salutare il sovrano delle giovani donne in costume tipico del paese.

## Strutture e impianti

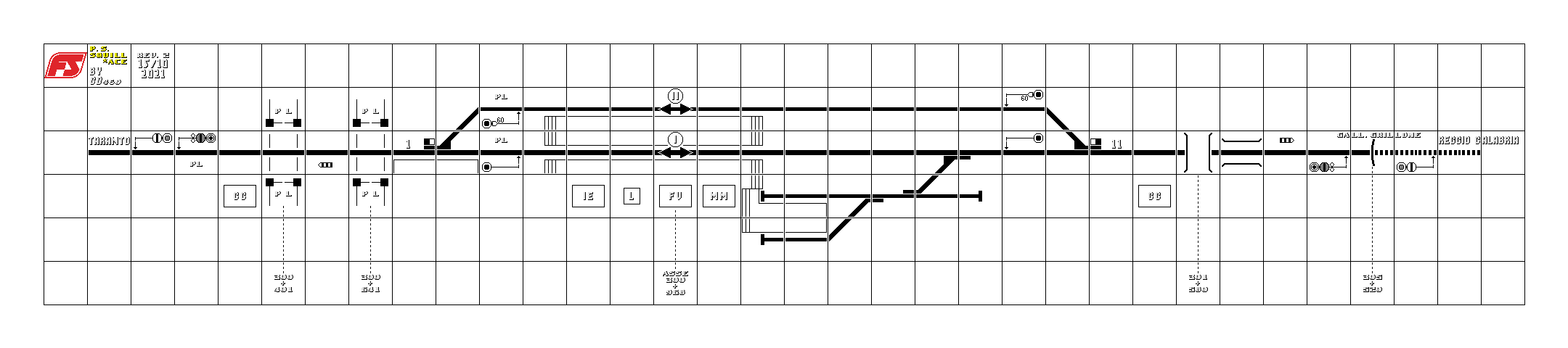
Piano schematico approssimativo dell'impianto

La stazione è dotata di doppio segnalamento luminoso di protezione e di partenza. Al segnale di partenza sono collegati, in direzione Taranto, due passaggi a livello, posti rispettivamente alle chilometriche 300+641 e 300+401, entrambi nel territorio di Squillace. La stazione era dotata di un binario di raddoppio della lunghezza di 493 m per incroci e precedenze; non erano presenti i sottopassaggi.
Il sistema informativo era dotato di monitor indicanti i treni in partenza e in arrivo e di un sistema sonoro informativo. La struttura, oltre la dirigenza movimento e sala relè, ospitava anche una tipografia.

## Movimento
Posta nel pieno centro del Golfo di Squillace, la stazione era servita treni regionali.

## Servizi
La stazione era classificata come stazione bronze da RFI disponeva di:
- Servizi igienici
- Monitor per informazioni viaggiatori

## Interscambi
- Fermata autobus